# Rudolf Maister
Rudolf Maister (Kamnik, 29 maart 1874 – Unec, 26 juli 1934) was een Sloveense generaal, dichter, schilder en politiek activist. Hij staat bekend als ‘de strijder om de noordelijke grens’: onder zijn leiding veroverden de Slovenen Maribor en omgeving.

## Jeugd
Maister werd geboren in Kamnik, Gorenjska, wat destijds deel van Oostenrijk-Hongarije was. Zijn vader kwam uit Stiermarken, terwijl zijn moeder afkomstig was uit Dolenjska. Hij was de jongste van drie broers. Toen hij drie jaar oud was, stierf zijn vader, waarna zijn oom Lovrenc zich om de jonge Rudolf bekommerde. Maister was een uitstekend student, die na het gymnasium te hebben afgemaakt, in het leger besloot te gaan, omdat hij ervan overtuigd was, dat hij voor zichzelf moest proberen te zorgen. 

## Legertijd
Omdat Maister slim en ook zeer sportief was (hij deed onder andere aan gymnastiek, schermen, zwemmen en skiën), klom hij snel op binnen het leger. Tijdens zijn legertijd kwam hij op verschillende plaatsen in Oostenrijk-Hongarije: hij was niet alleen in Klagenfurt (Celovec in het Sloveens) en Graz (Gradec) gelegerd, maar ook enige tijd in Galicië. Begin jaren ’10 liep hij een longontsteking op, waarop hij ter genezing naar Dalmatië werd gestuurd en vervolgens naar een kuuroord in de buurt van Caïro in Egypte. Toen hij in 1913 terugkeerde, werd hij in Celje gelegerd.
Ondertussen was hij getrouwd met Marica Stergarjeva, de dochter van een befaamde arts uit Ljubljana. Zij was het Frans machtig en hielp hem later in 1919 bij de besprekingen met de Fransen, die bemiddelden in de strijd tussen de Slovenen en Oostenrijkers om Stiermarken. Maister en zijn vrouw kregen twee zonen.

## Strijd om de noordelijke grens
Op 7 december 1914 werd Maister overgeplaatst naar Maribor, waar hij, met uitzondering van een kleine periode in 1917, de hele Eerste Wereldoorlog zou verblijven, dus tot het einde van Oostenrijk-Hongarije. Hij werd benoemd tot bevelhebber van het daar gestationeerde leger.
Op 30 oktober 1918 verklaarde de Duitstalige elite in Maribor, die de gemeenteraad domineerde, dat men wou aansluiten bij de Republiek Duits-Oostenrijk. De volgende dag verklaarde Maister voor de gemeenteraad dat hij niet akkoord ging met deze beslissing en Maribor tot deel van het territorium van de Staat der Slovenen, Kroaten en Serven verklaarde. Vervolgens gaf hij voor de verzamelde Sloveense soldaten aan, dat hij het opperbevel over de stad Maribor en de omgeving op zich nam. Dezelfde dag nog kwamen alle kazernes in Maribor en omgeving onder zijn bevel te staan. De Nationale Raad van de Staat der Slovenen, Kroaten en Serviërs benoemde Maister vrij snel daarna tot generaal.
De etnische Duitsers in Maribor richtten als reactie de Groene Garde op. Begin november riep Maister op tot mobilisatie van de Slovenen, tegen de wil van de Duitsers in, maar ook tegen de wil van de regering in Ljubljana in. Desondanks reageerden veel Sloveense mannen uit het Sloveenstalige platteland rond Maribor op de oproep van Maister waardoor hij erin slaagde een leger van ongeveer 4000 man te creëren.
Op 23 november 1918 namen Maister en zijn leger Maribor in, waarop ze de Groene Garde ontwapenden. Maister en zijn leger trokken verder en veroverden een aanzienlijk deel van het voormalige hertogdom Stiermarken, waarbij Bleiburg (Pliberk in het Sloveens), Völkermarkt (Velikovec) en Lavamünd (Labot) werden bezet. Op 27 november 1918 werd er een overeenkomst getekend maar deze werd door geen van beide regeringen erkend. 
Om het probleem op te lossen, werd er een vredesdelegatie opgericht, die op 27 januari 1919 een bezoek bracht aan Maribor. Er brak uiteindelijk een gevecht uit, Bloedige Zondag genaamd (Marburger Blutsonntag in het Duits, Mariborska krvava nedelja in het Sloveens). De vredesdelegatie wist dus geen uitkomst te bieden. Er kwam op 4 februari 1919 een aanval door de Republiek Duits-Oostenrijk waarbij Maister zich deels moest terugtrekken uit Stiermarken maar Maribor en omgeving toch kon behouden. Op 13 februari 1919 werd er uiteindelijk een overeenkomst getekend, die door beide regeringen werd aanvaard en met het Verdrag van Saint-Germain werd bekrachtigd.

## Karinthië
Maister en zijn troepen veroverden in mei 1919 een deel van Karinthië tijdens een Joegoslavisch offensief. De Geallieerden bepaalden echter in het Verdrag van Saint-Germain, dat er in Karinthië een referendum moest worden gehouden, waarbij de bevolking zich zou kunnen uitspreken voor aansluiting bij Joegoslavië (de Staat der Slovenen, Kroaten en Serven was hierin opgegaan) of bij Oostenrijk (de opvolger van de Republiek Duits-Oostenrijk, die in 1918 ten onder was gegaan). Op 18 september 1919, een week na het afsluiten van het Verdrag van Saint-Germain, moesten Maister en zijn troepen Karinthië verlaten omdat de Geallieerden er zeker van wouden zijn dat hun aanwezigheid geen invloed zou hebben op het referendum, dat meer dan een jaar later zou plaatsvinden.
De uitkomst van het referendum was negatief voor Joegoslavië, dit betekende voor Maister een persoonlijke teleurstelling. In 1923 trok hij zich terug uit het leger en vestigde zich in Planina.

## Kunst

### Dichter
Maister begon vrij vroeg met het schrijven van gedichten. Toen hij in de vijfde klas van het gymnasium zat, publiceerde hij zijn gedichten Večernici in het tijdschrift Ljubljanski Zvon. Hij schreef gedichten voor het tijdschrift Vesna onder het pseudoniem Vuk Slavič. Later schreef hij veel voor de tijdschriften Ljubljanski Zvon en Slovenski narod onder het pseudoniem Vojanov. Hij was een extern lid van Zadruga, een geheime vereniging van gymnasiumstudenten waar ook enkele andere belangrijke Sloveense schrijvers (Ivan Cankar, Oton Župančič en Dragotin Kette bijvoorbeeld) lid van waren.
Er verschenen twee poëziebundels van de hand van Maister. De eerste bundel, Poezije (uit 1904), wijdde hij aan zijn geliefde, Marica Stergerjeva. Zijn tweede bundel (uit 1929), heette Kitica mojih. De gedichten in deze bundel gaan vooral over de verloren gegane Sloveense gebieden. Algemeen stond Maisters poëzie onder invloed van het post-romantisch denken. Schrijvers als Simon Jenko, Simon Gregorčič en Anton Aškerc hadden een invloed op zijn werk.

### Schilder
Rudolf Maister was ook een autodidactisch schilder, hij gebruikte hoofdzakelijk olieverf. Maister was bevriend met bekende Sloveense schilders als Rihard Jakopič, Matija Jama en Matej Sternen. Een bekend werk van zijn hand is Bled: een landschapsschilderij, waarop het meer van Bled en het kasteel zijn afgebeeld.

### Boekenverzamelaar
Rudolf Maister verzamelde hoofdzakelijk Sloveense boeken en tijdschriften. Zijn persoonlijke bibliotheek was destijds een van de grootste bibliotheken in Slovenië. Na zijn dood werd zijn bibliotheek bezit van zijn zonen. Tijdens de Tweede Wereldoorlog werd de collectie door de bezetter in beslag genomen, na de oorlog kwam ze in Maribor terecht, waar ze momenteel in het bezit is van de Universiteitsbibliotheek van Maribor.

## Dood en nagedachtenis

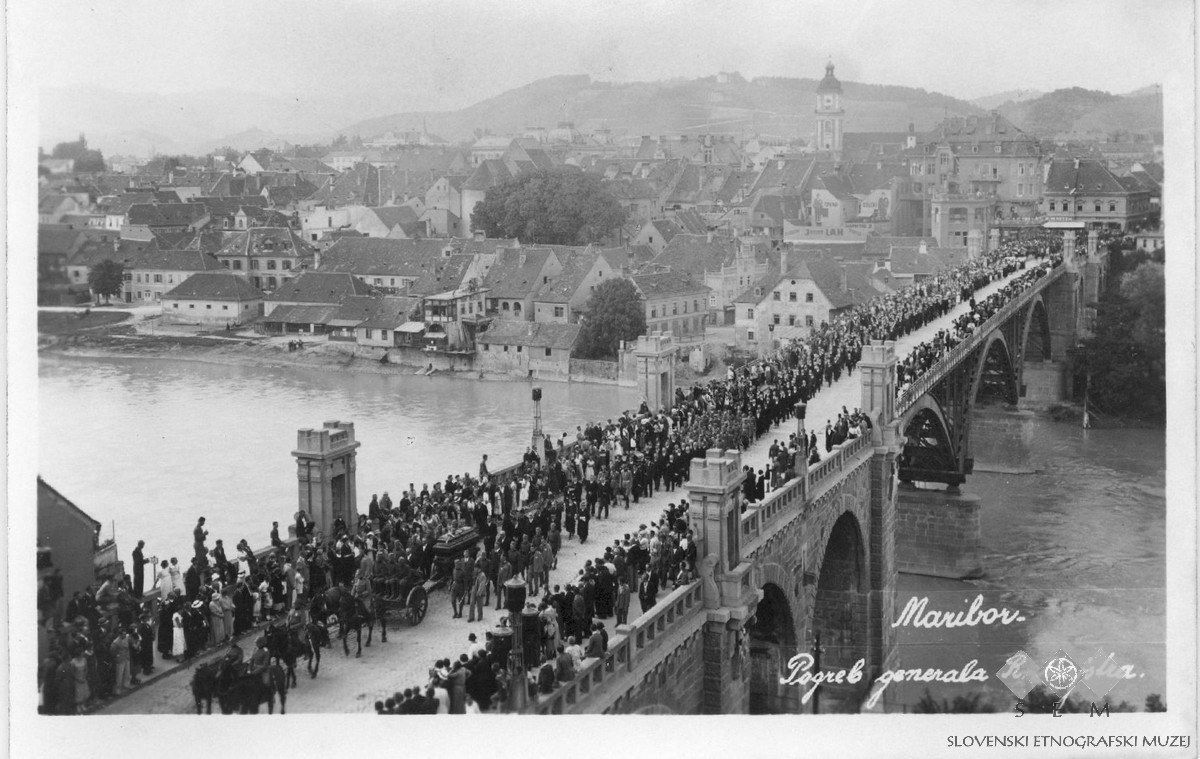
Begrafenisstoet in Maribor

Op 26 juli 1934 kreeg Maister een hartaanval, toen hij in Unec was. Zijn lichaam werd per trein naar Maribor vervoerd, om daar begraven te worden. Tijdens de treinrit verzamelden er zich in Ljubljana en Celje veel mensen langs de spoorweg om hem een laatste eer te bewijzen. Maister werd enkele dagen opgebaard in Maribor, waarna hij een laatste rustplaats kreeg op de begraafplaats van de stad.
Ter nagedachtenis van Maister werden er verschillende monumenten opgericht, onder andere in Kranj, Maribor en Ljubljana. In 2005 werd 23 november, de dag waarop Maister Maribor veroverde, door de Sloveense regering tot feestdag uitgeroepen.